# Mauro Boselli (escritor)
Mauro Boselli (Milán, Italia, 30 de agosto de 1953) es un escritor y guionista de cómic italiano.

## Biografía
En su juventud fue ayudante de Gian Luigi Bonelli, el creador del popular cómic Tex. En 1984 empezó a trabajar para la Editorial Bonelli, siendo encargado de tareas de diferentes tipos (revisiones, correcciones, textos, artículos, traducciones, etc.). Fue redactor de las revistas Pilot y Orient Express.
Colaboró con Gian Luigi Bonelli, con el hijo de éste Giorgio Bonelli y con Tiziano Sclavi en la realización de una historia de Tex, que fue publicada en 1986. En 1990 comenzó a escribir historias de Zagor, del que fue también el curador. En 1994 volvió a trabajar para Tex, siendo actualmente el guionista principal y el curador. También realizó historias de River Bill, Mister No, Il Piccolo Ranger y Dylan Dog.
En el 2000 creó, junto a Maurizio Colombo, el personaje Dampyr.
En 2011 fue publicada por la editorial Mondadori su novela Tex Willer - Il romanzo della mia vita, inspirada en las aventuras más importante de este famoso personaje.